# Edifici

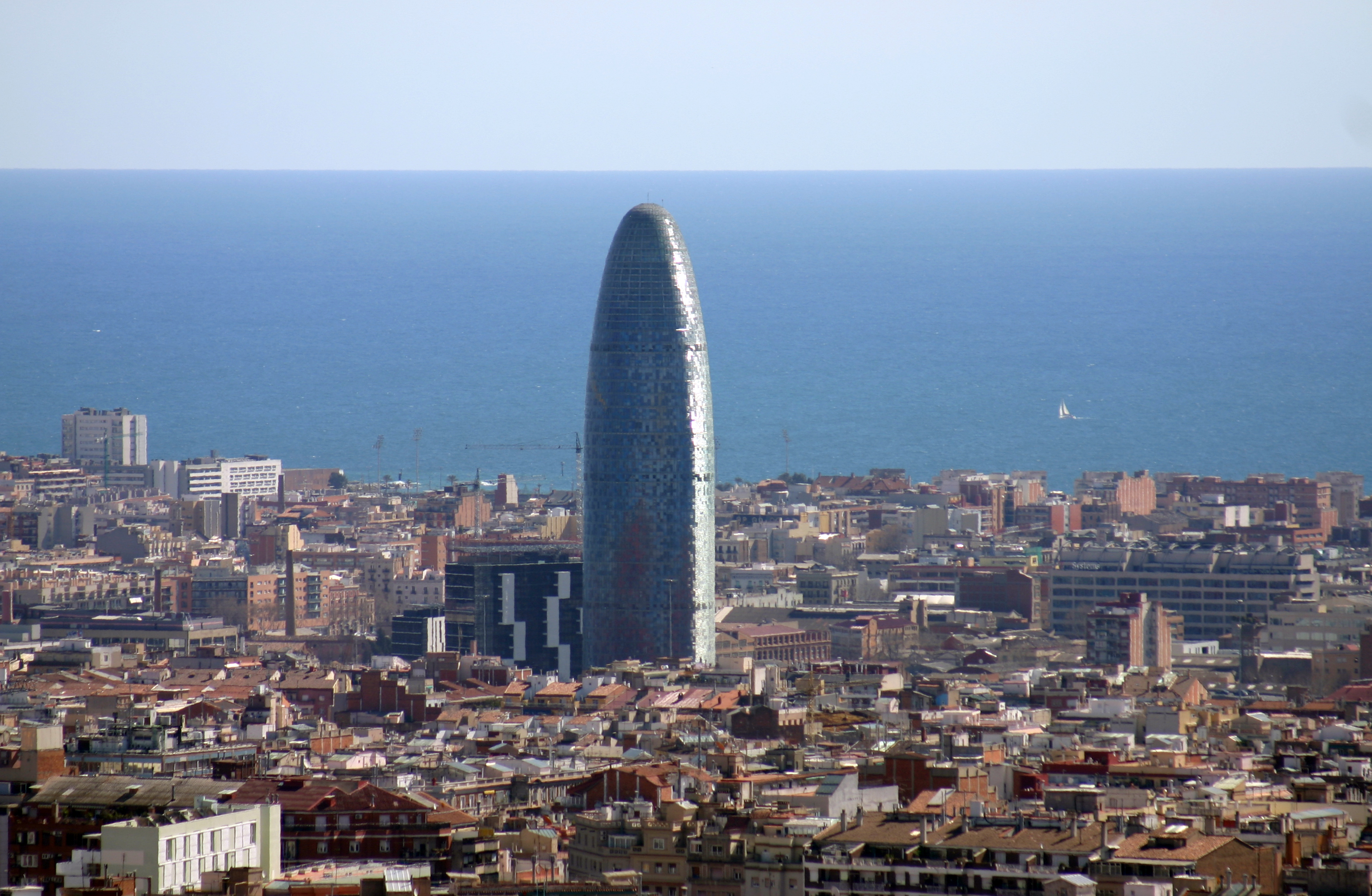
Torre Glòries, a Barcelona.

Un edifici (del llatí aedificĭum) és una construcció d'una certa grandària que pot servir, entre d'altres, per a l'habitatge, treball (oficines, industrial, serveis, comerç), emmagatzematge, ensenyament, polític, sanitari, social, cultural, esportiu, transport, religiós, etc.
Amb el temps es van millorar les tècniques de construcció i es va començar a decorar diverses parts dels edificis, fins a fer de l'activitat d'edificar una de les Belles Arts, l'Arquitectura. Es distingeixen, dins de l'edificació, l'edificació residencial (unifamiliar, horitzontal, vertical, etc.), edificació industrial (naus, complexos, fàbriques, cellers, centres de distribució, etc.), edificació comercial (restaurants, locals comercials, oficines) i institucional (educatius, esportius, religiosos, hospitals, culturals, recreatius, etc.). Alhora, l'edificació es pot classificar com a pública o privada.

## Definicions

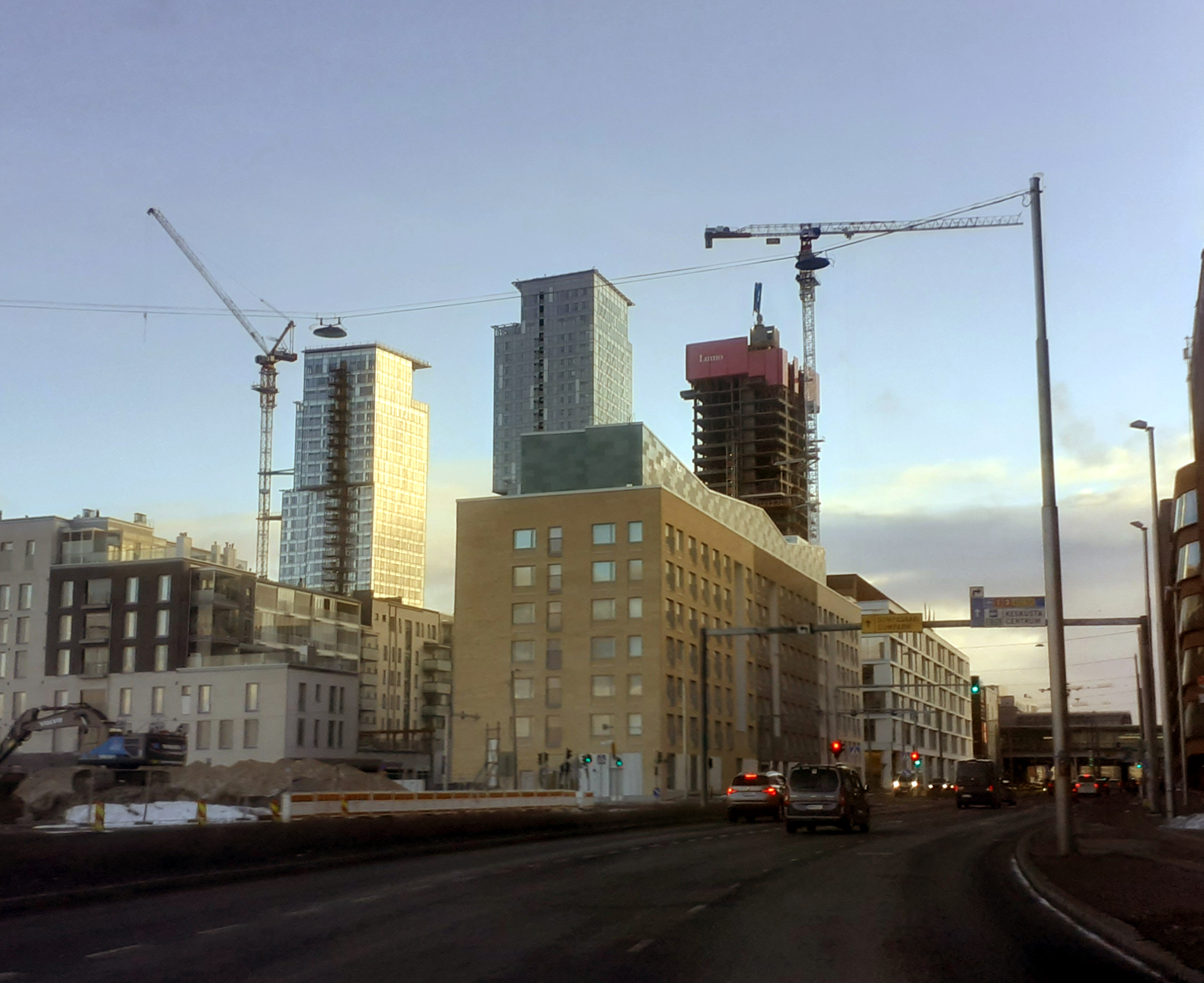
Gratacels en construcció a Kalasatama, Hèlsinki, Finlàndia (2021)

Un edifici és «qualsevol construcció d’una certa grandària, destinada a habitació o altres usos, com una casa, un palau, un teatre, un temple, etc.» Tot i això, la paraula estructura té un sentit més ampli, incloses les formacions naturals i artificials, i no necessàriament té parets. Segons el diccionari Sturgis' Dictionary «la construcció difereix de l'arquitectura al sentit que exclou la idea de tractament artístic»
Hi ha un llarg vocabulari per a diferenciar de manera més específica edificis segons la forma (per exemple, amfiteatre, cúpula, gratacel, etc.) o la funció (molí, hotel, escola, casa).
L'alçada es mesura des del nivell del carrer fins al punt més elevat, sovint excloent antenes i pals. La definició d'«edifici de poca alçada versus edifici de gran alçada» és un tema de debat, però generalment tres pisos o menys es considera de poca alçada.
Després de l'establiment de la indústria amb les seves persones jurídiques assimilades a individus, les ocupacions empresarials han adquirit el caràcter generalitzat de ser recents i efímeres i també múltiples.

## Història

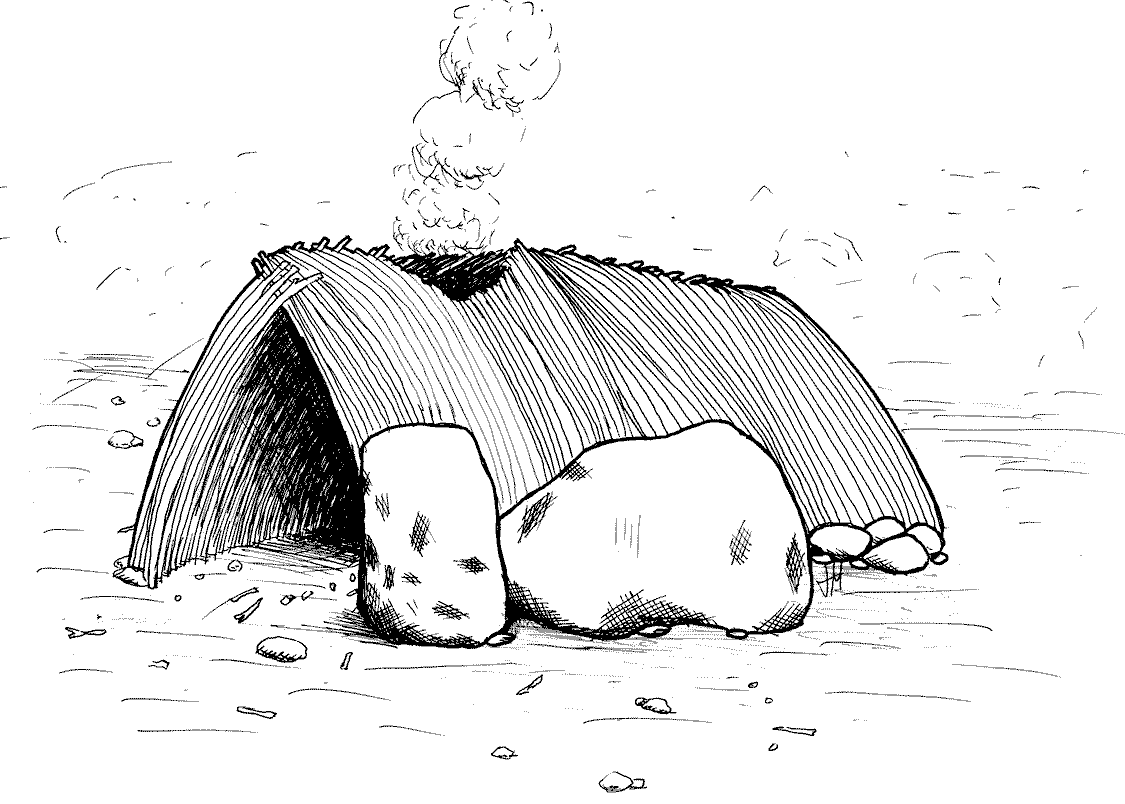
Reconstrucció de la cabana de Terra Amata, segons Henry de Lumley

L'any 2000, els arqueòlegs de la Universitat Meiji de Tòquio van trobar dues alineacions pentagonals de forats de pals en un turó prop del poble de Chichibu, que van interpretar com dues barraques datades al voltant de 500.000 anys construïdes per Homo erectus. Actualment, les primeres estructures construïdes expressament confirmades es troben a França al jaciment de Terra Amata, juntament amb les primeres proves de foc artificial a Europa, de 400.000 anys d'antiguitat. A causa del caràcter perible dels refugis d'aquesta època, és difícil trobar proves d'habitatges més enllà de les llars i de les pedres que en poden constituir la base. A prop de Wadi Halfa, al Sudan, el jaciment Arkin 8 conté cercles de pedra sorrenca de 100.000 anys d'antiguitat que probablement eren les pedres d'ancoratge per a tendes de campanya. A l'est de Jordània, les marques de forats dels pals al sòl donen testimoni de cases fetes de pals i raspalls de palla fa uns 20.000 anys. Hi ha una clara prova de construcció d'habitatges des del voltant del 18.000 aC.

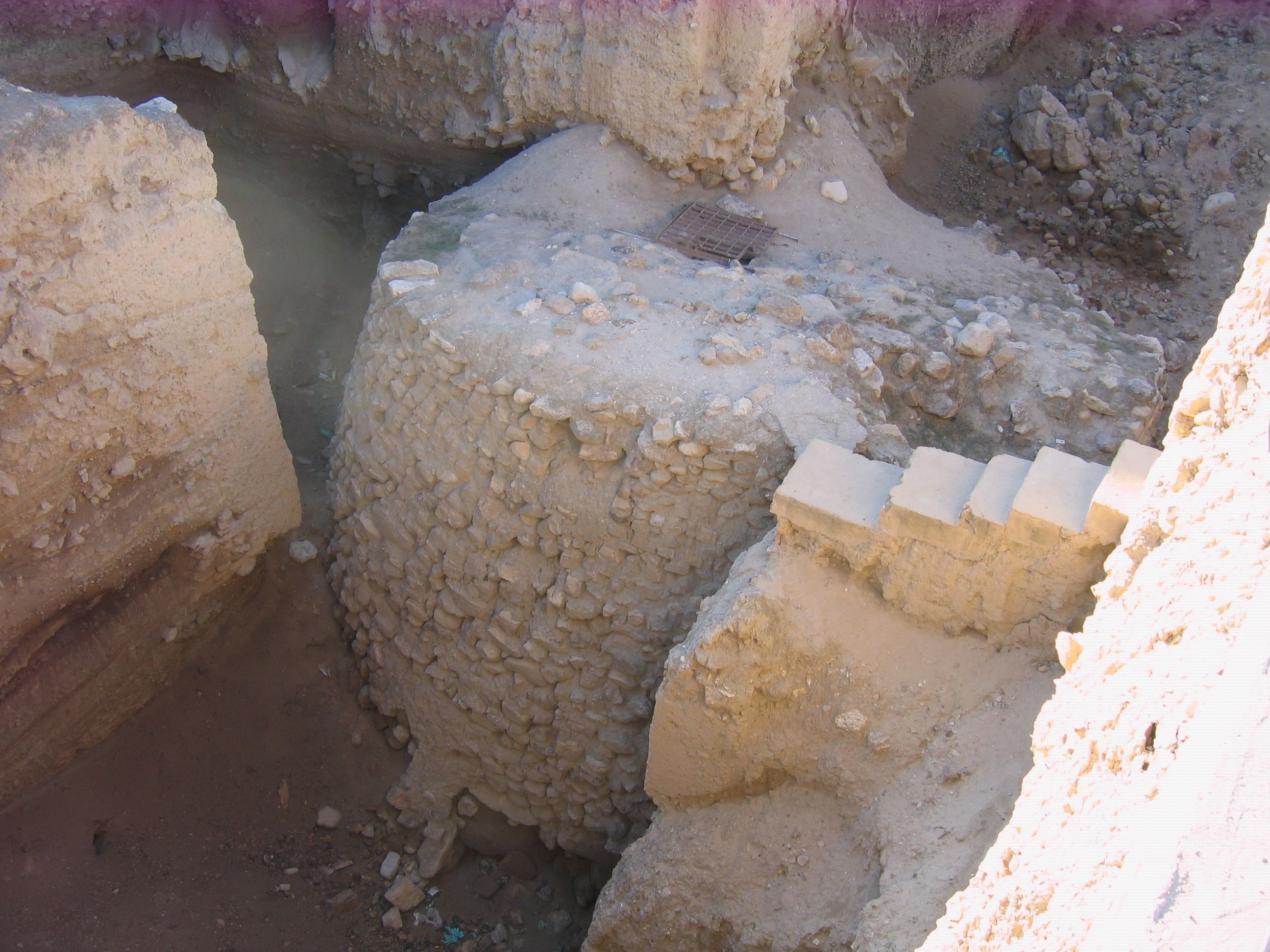
Torre de Jericó

La revolució agrícola del Neolític va requerir la construcció d'assentaments estables i duradors, amb habitatges i estructures adossades per a allotjar-hi  el bestiar, i dipòsits on conservar els conreus. A mesura que les comunitats humanes evolucionaven i augmentaven, pressionades per les amenaces bèl·liques constants. El neolític preceràmic A, és una època caracteritzada per l'augment de la sedentarització de les comunitats humanes, amb el desenvolupament de nuclis habitats més grans, noves formes d'arquitectura domèstica i edificis comunitaris, i en el Neolític preceràmic B apareixen els primers complexos monumentals que poden haver tingut una funció ritual, com a Göbekli Tepe. En aquest període van sorgir les primeres ciutats emmurallades per a protegir la comunitat contra amenaces exteriors. La segona tipologia desenvolupada va ser l'arquitectura religiosa. La humanitat es confrontava amb un món poblat de déus vius, genis i dimonis: un món que encara no coneixia cap objectivitat científica. La manera en què els individus transformaven del seu ambient immediat era per llavors molt influenciat per les creences religioses. Molts aspectes de la vida quotidiana es basaven en el respecte o en l'adoració al diví i el sobrenatural.

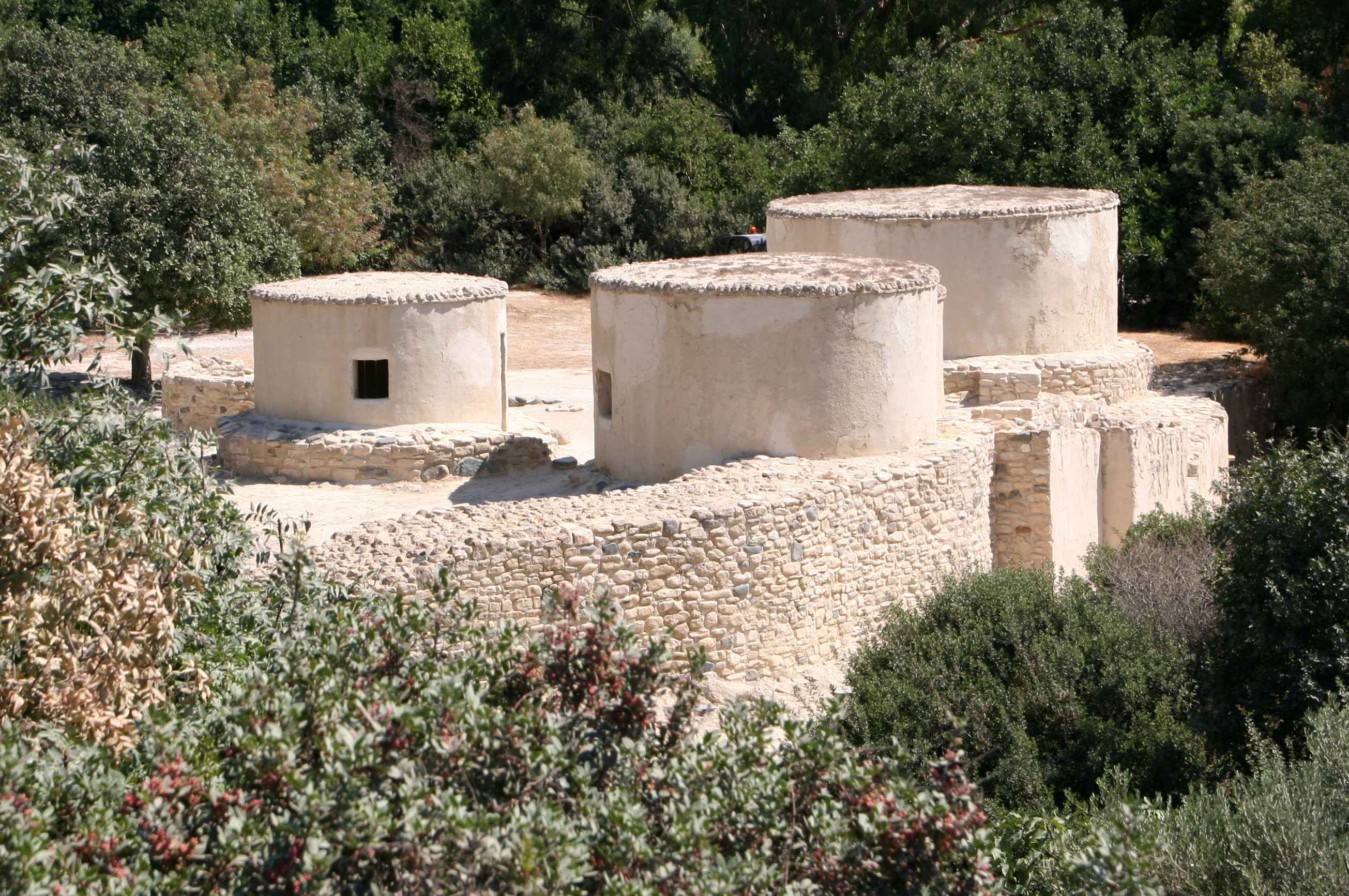
Assentament neolític de Khirokitia

Les primeres comunitats agrícoles van utilitzar els materials que tenien al seu entorn: pedra seca, com en el cas del jaciment arqueològic de Nevali Çori, fusta, canyes entrecreuades i cobertes de fang, i els habitatges de Jericó del 9000 aC, que es considera com la primera ciutat de la història, al Pròxim Orient, on la fusta escassejava, el material més estès foren els maons de fang assecats al sol, fets d'una barreja de sorra, argila, aigua i sovint incloïen branques de palla picada i palla, col·locats amb fang. Els maons de fang ben conservats d'un jaciment de Tel Tsaf, a la vall del Jordà, s'han datat al 5200 aC, encara que no hi ha proves que cap dels dos llocs fos el primer a utilitzar la tecnologia. L'evidència suggereix que la composició de maons de fang a Tel Tsaf va ser estable durant almenys 500 anys, al llarg de l'Eneolític.

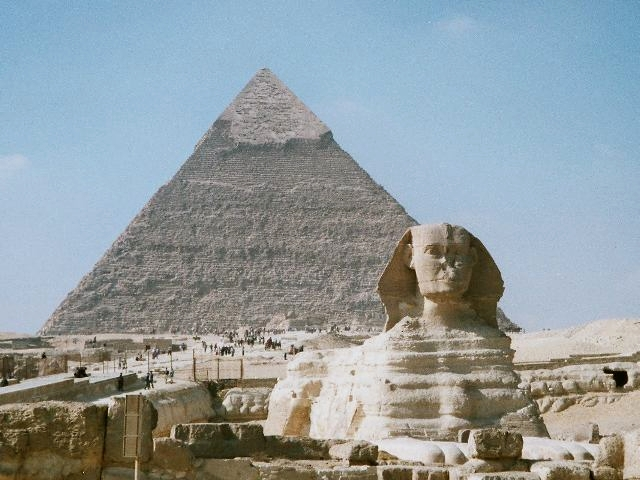
Piràmides egípcies i la esfinx.

El poder diví, per tant, era equivalent (o encara superava) el poder secular, fent que els principals edificis dins de les ciutats fossin palaus i temples. Aquesta importància dels edificis feia que la figura de l'arquitecte estigués associada als sacerdots (com en l'antic Egipte) o als propis governants i que l'execució fos acompanyada per diversos rituals que simbolitzaven el contacte de l'home amb el diví. Les ciutats marcaven una interrupció de la naturalesa salvatge, eren considerades un espai sagrat enmig de l'espai natural. De la mateixa forma, els temples dintre de les ciutats marcaven la viscuda dels déus enmig de l'ambient humà. Les necessitats d'infraestructura d'aquelles primeres ciutats també van fer necessari el progrés tècnic de les obres d'enginyeria.
A mitjans del segle xix, el ferro i posteriorment l'acer es van incorporar com a materials de construcció. El formigó armat va començar a utilitzar-se a principi del segle xx, amb l'inici de la producció industrial del ciment pòrtland. L'alumini va començar a emprar-se a finals dels anys quaranta del segle xx, en perfils anoditzats i es continua fent servir en façanes lleugeres. El vidre, amb una notable evolució tecnològica, s'ha combinat amb la silicona estructural per generar façanes i divisòries amb elevada eficiència. A partir dels anys noranta del segle passat també s'utilitza el titani, metall durador i resistent a la intempèrie.

## Arquitectura clàssica
A l'arquitectura clàssica es distingeixen els següents conceptes, referits als seus cossos i formes:

### Elements dels edificis
Parts del cos d'un edifici són:

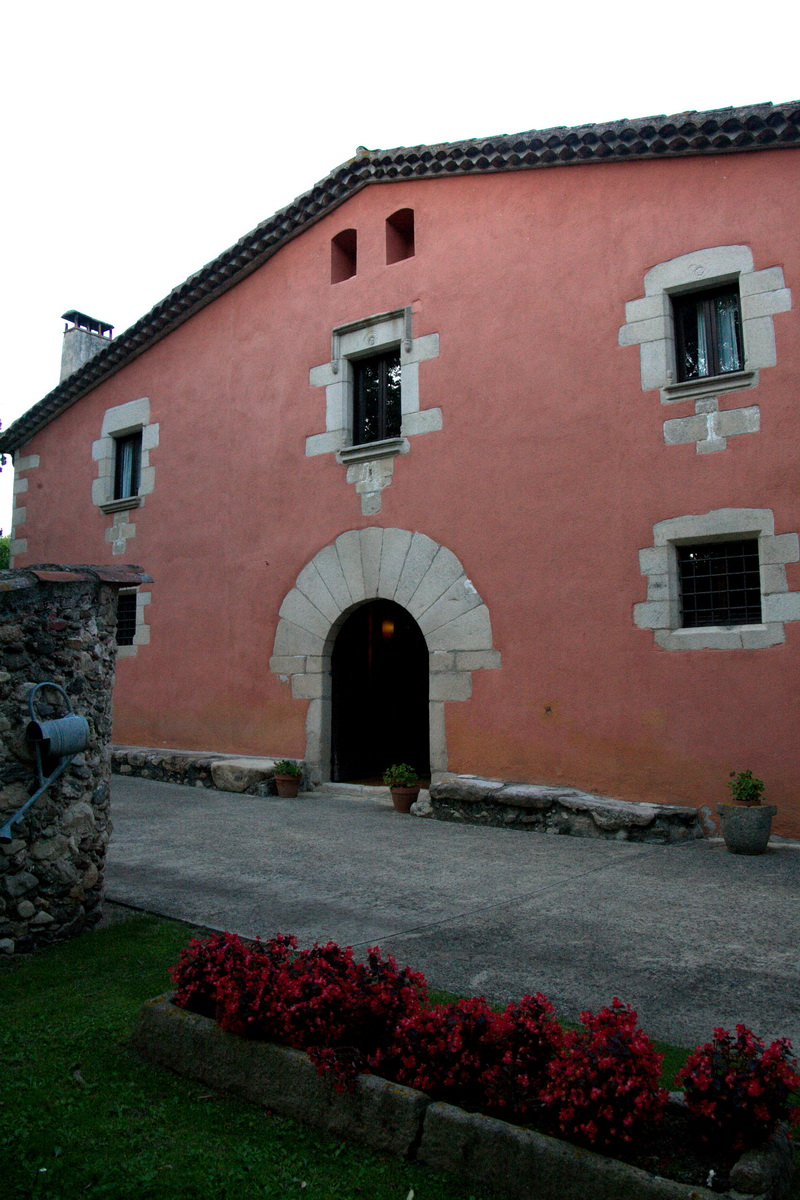
La masia de Can Masferrer de Gualba

- Ala és el cos que s'estén per un lateral en relació amb un altre.
- Pòrtic és el cos format per una galeria de columnes o per arquejades davant la portada de l'edifici i també tota galeria de columnes o pilastres, coberta i recolzant en forma de balconada perllongada o una estada molt llarga.
- Peristil és el pòrtic que s'estén al voltant de l'edifici, a l'interior o exterior.
- Atri, pati situat en l'interior de l'edifici i també una plaça en l'exterior d'algunes esglésies.
- Vestíbul, el mateix atri interior i, en general, la primera estada després de la porta, que dona pas a les altres.
- Nau, tot àmbit interior que s'estén al llarg en les esglésies, que es diu així per prendre la forma juntament amb la volta d'un vaixell invertit.
- Tram, cadascuna de les porcions transversals (de columna a columna o de pilastra a pilastra) en què es divideix una nau.
- Creuer, nau menor que talla les altres i també la intersecció d'aquest amb la nau principal.
- Crugia és l'àmbit que es troba entre dos murs de càrrega en qualsevol pis.
- Girola, nau circular darrere de la capella major configurada com una prolongació de les naus laterals.
- Absis, cos de planta semicircular o poligonal situat en l'extrem oposat a l'entrada principal, que es denomina menor o secundari.
- Cripta és la capella o església subterrània situada en general sota una altra.
- Claustre són el conjunt de pòrtics interiors que envolten un pati en els monestirs i catedrals.
- Trifori és la galeria que se situa en el pis superior de les naus laterals.

Els cossos de l'edifici consten de membres principals o secundaris. Els membres principals es poden classificar en dos tipus:
- Els suports o sustentacions. A aquest grup corresponen els murs i les columnes. Aquests elements es denominen en general massissos per a distingir-los de les obertures que són els espais de llum entre aquells. Entre els massissos, mereix especial consideració l'aparell que és la disposició i l'entrellaçament donat als materials emprats en l'obra.
- El suportat o sostingut. Aquí s'englobarien l'entaulament, els arcs i les voltes.

## Creació
La pràctica de dissenyar, construir i operar edificis sol ser un esforç col·lectiu de diferents grups de professionals i oficis. Segons la mida, la complexitat i el propòsit d'un projecte de construcció en particular, l'equip del projecte pot incloure un promotor immobiliari que realitza un estudi de viabilitat i assegura el finançament per al projecte, una o més institucions financeres o altres inversors que proporcionen el finançament, autoritats locals de legislació i planificació, caps de projecte que realitzen un avantprojecte identificant els requeriments bàsics (dimensions, volum, nombre de plantes, etc) i els estudis de construcció al llarg del projecte, coordinen l'esforç dels diferents grups de participants del projecte, arquitectes, arquitectes tècnics i enginyers llicenciats que proporcionen disseny d'edificis i preparen els projectes bàsic i executiu de construcció.
Les principals disciplines d'enginyeria de disseny que normalment inclourien els següents professionals: serveis de construcció civil, estructural, mecànica o HVAC (calefacció, ventilació i aire condicionat) i serveis elèctrics d'edificació, fontaneria i sanejament. També hi poden participar altres possibles especialistes en enginyeria de disseny, com ara incendis, acústica, enginyers de façanes, física d'edificis, telecomunicacions, AV (audiovisual), BMS (sistemes de gestió d'edificis) o controls automàtics. Aquests enginyers de disseny també preparen documents de construcció que s'emeten a contractistes especialitzats per obtenir un preu per les obres i seguir les instal·lacions. Arquitecte paisatgista; dissenyadors d'interiors; altres consultors; contractistes que brinden serveis de construcció i instal·len sistemes de construcció com control de clima, elèctric, fontaneria, decoració, protecció contra incendis, seguretat i telecomunicacions; agents de màrqueting o arrendament; administradors d'instal·lacions que són responsables d'operar l'edifici.
Construir un edifici és una tasca complexa que ha de donar resposta a molts requeriments, cal fer-ho en un temps establert i amb un cost ajustat prèviament. El projecte ha de tenir en compte el clima, l'orientació, l'entorn, la topografia encarregada de fer estudi del sòl on es construirà l'edifici, per encaixar-lo correctament, les exigències urbanístiques. Cal disposar d'un plànol topogràfic amb cotes que permetin definir altimetria del terreny. Amb la dualitat sòl-edifici es poden traçar plantes i seccions per construir de forma integrada equilibrant les necessitats de l'edifici amb les transformacions que cal fer al sòl per aposentar-lo. Previ al projecte executiu, l'equip de projectistes han de desenvolupar estudis de viabilitat econòmica i tècnica, amb avantprojectes que contrastats amb el promotor i els serveis tècnics d'urbanisme del municipi adaptin i permetin disposar d'un avantprojecte ajustat a l'objectiu.
Cal disposar d'un projecte executiu amb la memòria, plec de condicions, estat d'amidaments, pressupost i plànols, on s'especifiquen:
- Dimensions físiques i configuració espacial de l'edifici. Amb els plànols on constin els detalls constructius.
- Fonaments, contencions i estructures, amb els plànols corresponents.
- Materials i sistemes constructius que s'utilitzaran, amb l'estat d'amidaments, o mesura de cadascuna de les unitats de cada partida (o unitat d'obra) que conforma el projecte.[24]
- Plànols de les instal·lacions i els seus traçats.
- Cronograma i planning detallat de les activitats i partides de l'obra.
- Plec de condicions, amb els criteris d'acceptació i de rebuig de les diferents partides.
- Memòria descriptiva del compliment normatiu urbanístic i tècnic.
- Organització general de l'obra, com ubicació dels accessos, circulacions, tanques.
- Pressupost.

### Propietat i finançament
- Préstec hipotecari
- Promotor immobiliari

## Serveis de construcció

### Planta física

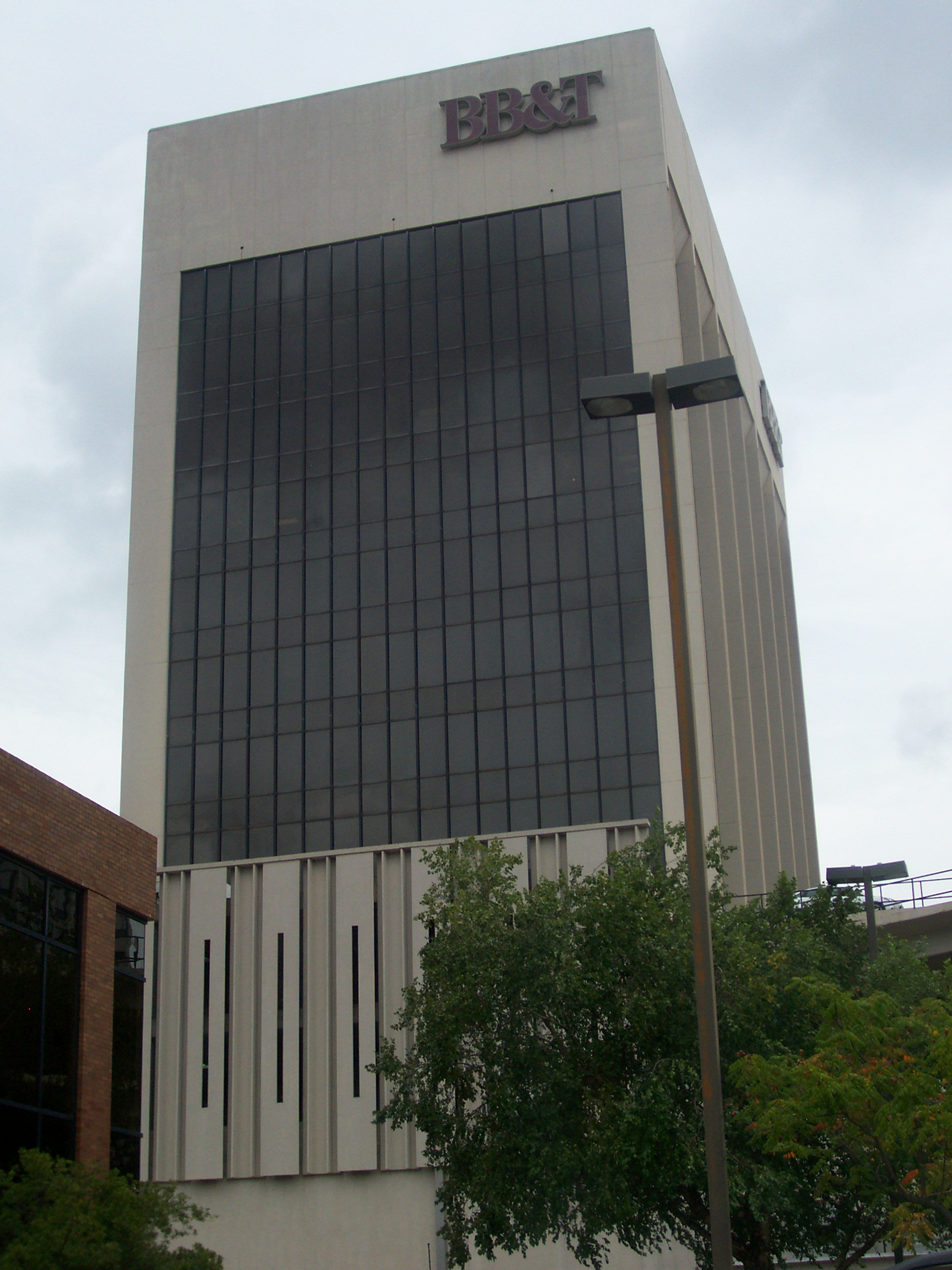
L'edifici BB&T a Macon, Geòrgia està construït d'alumini.

Qualsevol edifici requereix una certa quantitat general d'infraestructura interna per funcionar, que inclou elements com a calefacció/refrigeració, energia i telecomunicacions, aigua i aigües residuals, etc. Especialment a edificis comercials (com oficines o fàbriques), aquests poden ser sistemes extremadament complexos que ocupen grans quantitats d'espai (de vegades ubicats en àrees separades o pisos dobles/sostres falsos) i constitueixen una gran part del manteniment regular requerit.

### Sistemes de transport[calcitació]
Sistemes per a transport de persones dins d'edificis: ascensor, escala mecànica, passet rodant (horitzontal i inclinada).
Sistemes per al transport de persones entre edificis interconnectats: passadís elevat i ciutat subterrània.

## Futurs edificis hipotètics
Els avenços en la tecnologia de la construcció, noves idees, etc. poden permetre (o exigir) la construcció de nous tipus d'edificis i complexos, com ara una arcologia.

## Impactes ambientals
Els edificis representen una gran part del consum d'energia, electricitat, aigua i materials, de manera que en 2020, representaven el 37 per cent de l'ús global d'energia i les emissions de diòxid de carboni (CO2) relacionades amb l'energia, que les Nacions Unides calcula que van contribuir al 33 per cent de les emissions globals mundials, i si s'inclou la fabricació de materials de construcció, les emissions globals de CO2 van ser del 39 per cent. Si no s'adopten les noves tecnologies en la construcció durant aquesta època de ràpid creixement, les emissions es podrien duplicar en 2050, segons el Programa de les Nacions Unides per al Medi Ambient.

### La construcció bioclimàtica

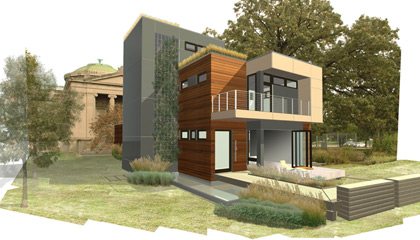
Blu Homes mkSolaire, un edifici bioclimàtic dissenyat per Michelle Kaufmann.

Els principis de la construcció bioclimàtica són els generals de l'ecologisme: parteixen de l'afany de conscienciar que el planeta és casa nostra i, per tant, és una responsabilitat envers nosaltres mateixos i les generacions futures cuidar-lo i preservar-lo en òptimes condicions, a ell i als éssers que l'habiten. Edificar tanmateix causa un gran impacte en el medi ambient. La bioconstrucció pretén minimitzar-lo, ajudant a un desenvolupament sostenible, que no esgoti els recursos. També tracta d'aconseguir un hàbitat saludable. La construcció bioclimàtica s'ha d'entendre com la manera de construir respectuosa amb el medi que l'envolta.
En el moment de pensar l'edifici s'han de tenir en consideració la gestió del sòl, l'aigua, l'aire, l'energia i el consum i desenvolupament local. La construcció ecològica, per tant, és una manera de crear un hàbitat adequat a l'ésser humà, respectant de la millor manera que es pugui el medi on s'assenta. Així mateix té en compte factors com la proximitat i l'ús de materials fàcils d'utilitzar, amb la menor despesa energètica possible. L'objectiu és reduir l'impacte ambiental que la construcció té en el medi ambient, tractant al mateix temps d'arrelar en la societat la seva filosofia.

## Benestar dels ocupants
En el disseny i construcció, així com el posterior manteniment de l'edifici s'ha de tenir en compte el benestar dels ocupants i la població en general. S'han d'establir una sèrie d'indicadors ecològics que mesurin el deteriorament mediambiental, del benestar i la salut. Cal tenir present que en la construcció de l'edifici, ús i manteniment i possible enderroc final hi ha moltes substàncies nocives pel medi ambient. A més de produir certes patologies, els edificis poden disminuir la qualitat de vida dels ocupants. A més dels materials, també hi intervenen causes derivades de factors psicològics i emocionals, derivades o relacionades bàsicament amb el disseny formal, espacial i cromàtic de l'edifici.
Hi ha factors que cal assegurar pel benestar dels habitants: nivell d'il·luminació natural adequat i suficient, elevat nivell de ventilació natural, adequació tecnològica de l'equipament de l'edifici, disseny arquitectònic senzill i no monòton, colors adequats i variats, utilització de materials sans, saludables i sostenibles, variabilitat tèrmica estacional, absència d'elements patògens, adaptació a una mínima necessitat de manteniment, percepció de seguretat i intimitat.

## Danys

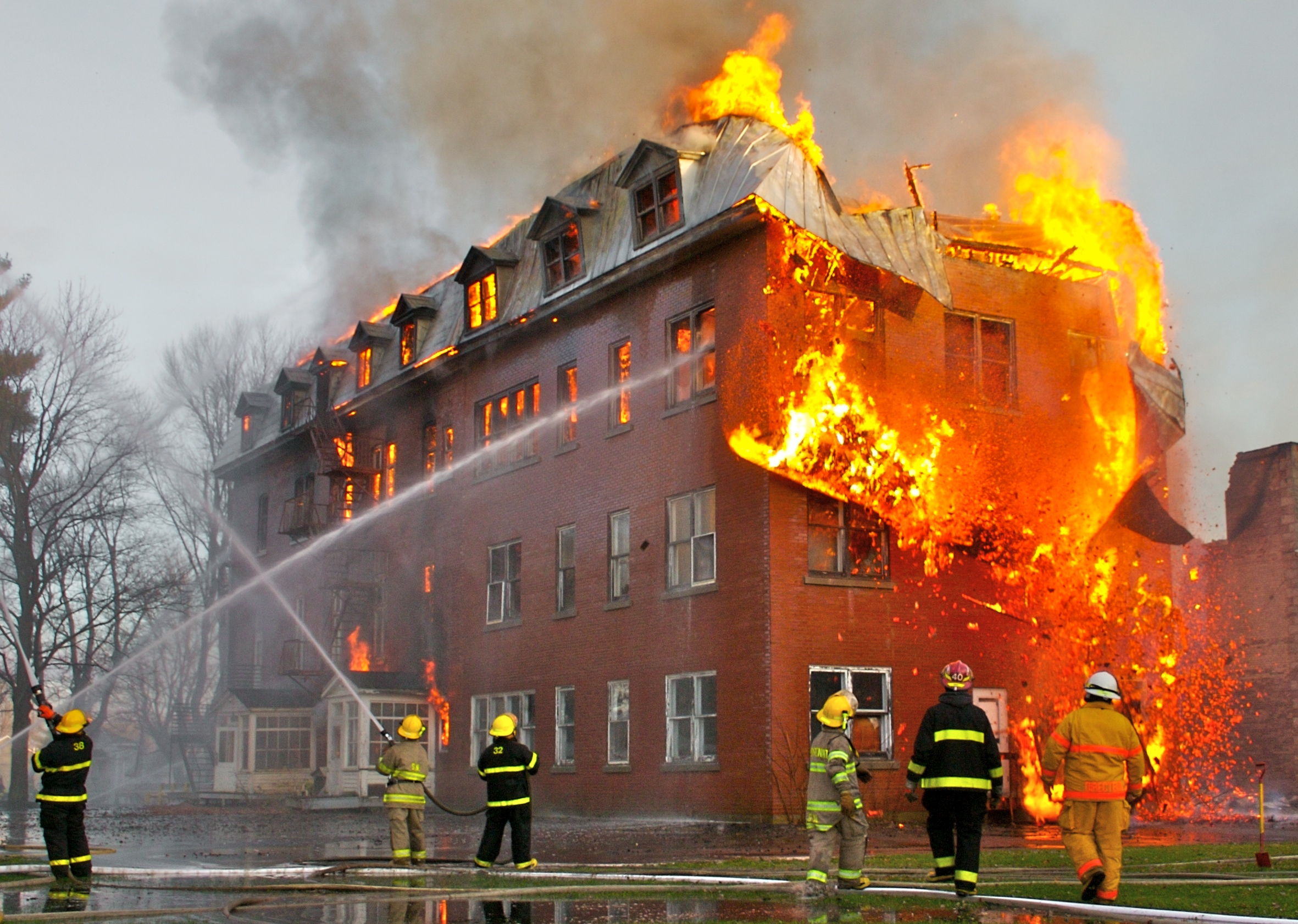
Un edifici a Massueville (Quebec, Canadà), engolit pel foc

Els edificis es poden fer malbé durant la construcció o el manteniment. Hi ha diverses altres raons darrere dels danys en edificis, com ara accidents, tempestes, explosions, enfonsaments causats per mineria, extracció d'aigua o fonaments deficients i lliscaments de terra. Els edificis també poden patir danys pel foc i inundacions en circumstàncies especials. També es poden deteriorar per manca de manteniment adequat o per treballs d'alteració realitzats incorrectament.